# Deus Proverá
Deus Proverá é o quarto álbum de estúdio da cantora Eyshila, lançado em 2001 pela gravadora MK Music.
A sétima faixa, "Nenhuma Condenação", é uma regravação de Armando Filho.
"É Só Clamar" conta com a participação do cantor Marquinhos Gomes, também integrante do grupo Altos Louvores na década de 90, enquanto a faixa "Assim Como a Águia" apresenta um coral de crianças com a presença da cantora Bruna Karla.
A música título, "Deus Proverá", se consagrou como um dos maiores sucessos da carreira da artista, regravada posteriormente em vários projetos comemorativos , sendo escolhida para ser trabalha nas rádios e ganhar um videoclipe.

## Faixas
1. Deus Proverá (Eyshila)
2. O Senhor é Bom (part. Klênio) (Klênio)
3. Meus Lábios Te Louvarão (Jorge Guedes)
4. É Só Chamar (part. Marquinhos Gomes) (Eyshila)
5. Preciso Te Tocar (Eyshila)
6. Anjos (Saulo Valley)
7. Nenhuma Condenação (Armando Filho)
8. Você Tem Direito (Eyshila)
9. Assim Como a Águia (Régis de Souza)
10. Pra Te Esperar (Eyshila)
11. Cristo Já Ressuscitou (Lourival Pereira)
12. Breve Cristo Vem (DP)

## Ficha Técnica
- Produção executiva: MK Publicitá
- Produção musical: Emerson Pinheiro
- Arranjos: Emerson Pinheiro
- Técnicos de gravação: Carlson Barros, Edinho e Vagner Pedreti
- Mixagem: Carlson Barros
- Assistente de gravação: Wagner Rodrigues
- Guitarras e Violões: Sérgio Knust
- Baixo: Ronaldo Olicar
- Teclados: Emerson Pinheiro
- Bateria: Bebeto Olicar
- Percussão: Emerson Pinheiro
- Metais: Marcos Bonfim (sax), Márcio André (trompete) e Robson Olicar (trombone)
- Cordas em "Ressuscitou": Derek
- Back-Vocal: Eyshila, Jozyanne, Liz Lanne, Raquel Mello, Marlon Saint e Marquinhos Menezes
- Produção de voz: Jozyanne
- Participação especial em "O Senhor é Bom": Klênio
- Participação especial em "É Só Chamar": Marquinhos Gomes
- Coro de Crianças em "Assim Como a Águia": Bruna Karla, Evelyn Marinho, Raiane, Wânia Priscilla, Cássia Kelly, Beatriz Souza e Priscila Nascimento.
- Fotos: Sérgio Menezes
- Criação de capa: MK Publicitá

## Clipes
- Deus Proverá
- Nenhuma Condenação